# Kriegsgastspieler
Kriegsgastspieler waren Sportler, in der Regel Fußballspieler, die unter den besonderen Bedingungen des Zweiten Weltkrieges in Deutschland und den besetzten Gebieten für verschiedene Vereine gleichzeitig spielberechtigt waren. Auch in anderen Ländern, beispielsweise dem Vereinigten Königreich, wurde die Bezeichnung benutzt.

## Deutschland
Mit Kriegsbeginn 1939 hatte Hans von Tschammer und Osten als Reichssportführer alle Vereinswechsel vorerst untersagt, jedoch verfügt: „Militärisch Dienstleistende haben das Recht, als Gastmitglieder in örtlichen Vereinen zu spielen.“ Diese blieben Mitglied ihres Heimatvereins und waren nach kurzer Sperrfrist auch für diesen wieder spielberechtigt, wenn sie Urlaub hatten oder aus wichtigen Gründen für eine Heimreise freigestellt waren. Die Regelung galt auch für Sportler, die Arbeitsdienst leisteten oder aus anderen für kriegswichtig angesehenen Gründen von ihrem Heimatort wegversetzt wurden. Auf diese Weise blieben sie dem Spielbetrieb erhalten und es konnte eine – allerdings eingeschränkte und der Kriegführung untergeordnete – Normalität demonstriert werden.
Im alltäglichen Spielbetrieb – soweit im Krieg von „alltäglich“ die Rede sein konnte – führten Gastmitgliedschaften selten zu Konflikten, da die jeweiligen beiden Vereine in der Regel verschiedenen Gauligen angehörten. In der Deutschen Meisterschaft und im Reichsbundpokal hingegen kam es vor, dass Spieler im selben Wettbewerb im Abstand einer Woche sowohl für die aktuelle als auch für die „eigentliche“ Mannschaft antraten, so 1944 Alfred Stahr für Hertha BSC und Wilhelmshaven 05. Gelegentlich wurden in der Fachpresse missbräuchliche Anwendungen der Gastspielerregel kritisiert.
Vorteilhaft war die Gastspielerregel besonders für die Militärvereine. Neu gegründete und vorübergehend erfolgreiche Klubs wie der Luftwaffen-Sportverein Hamburg oder HSV Groß-Born stützten sich fast ausschließlich auf Gastspieler, die für sie leicht zu gewinnen waren und – da am Ort des Vereins stationiert – ständig zur Verfügung standen. Mit manchen eingesessenen Zivilvereinen, deren Spieler zum Teil über Monate im Fronteinsatz waren, gab es deshalb Streitigkeiten, über die zuweilen sogar die Presse zu berichten wagte.
Die besondere Situation der doppelten Spielberechtigung, im Welt- oder zumindest europäischen Fußball sonst ohne Beispiel, erschwert Statistikern bis heute die Zuordnung von Spielern, Zeiträumen und Vereinen zwischen 1939 und 1945.
Länderspiele, bis zum Herbst 1942 noch ausgetragen, werden in heutigen offiziellen Statistiken in der Regel dem Heimatverein des Spielers zugerechnet, auch wenn er zu der Zeit anderswo Gastspieler war.
Nicht verwechselt werden sollten die Kriegsgastspieler mit den Kriegsspielgemeinschaften aus zwei oder mehr benachbarten Vereinen, die in beiden Weltkriegen häufig anzutreffen waren. Diese konnten ohnehin alle verfügbaren Aktiven der beteiligten Vereine einsetzen und bedurften dazu nicht der Gastspielerregel, die ihnen allerdings ab 1939 ebenfalls offenstand.

## England und Schottland
Der Profifußball auf den Britischen Inseln mit seinen ganz anderen Traditionen und Strukturen kannte ab 1939 ebenfalls Kriegsgastspieler (Wartime Guest Players). Sofort nach Kriegsbeginn wurde der reguläre Ligaspielbetrieb eingestellt und erst 1946 fortgesetzt. In der Zwischenzeit fand Fußball in England in regionalen Ligen statt, deren Bezeichnungen und Ausdehnung mehrfach wechselten, und es gab einen Kriegs-Ligapokal, all das jedoch strikt mit dem Etikett „inoffiziell“. Alle während jener Zeit gewonnenen Titel werden seither in Verbands- und Ligastatistiken ebenso wenig berücksichtigt wie individuelle Einsatz- oder Torrekorde von Spielern.
Schwerer wog, dass die Vereine keine kalkulierbaren Einnahmen mehr hatten, zumal in den ersten Kriegsjahren Obergrenzen für zugelassene Zuschauerzahlen galten. Sämtliche Profiverträge wurden daher schon im September 1939 eingefroren (suspended), zuerst in Schottland, zwei Tage später auch in England. Als Konsequenz waren alle Spieler free agents, das heißt, sie konnten sich bei jedem beliebigen Klub verdingen und wurden pro Spiel bezahlt, wobei die erlaubten Zahlungen ebenfalls gedeckelt waren.
Gastspieler wanderten vor allem in die militärischen Zentren: „Zu den besten Vereinen wurden solche in Gegenden, in denen sehr viele Truppenangehörige stationiert waren“. Auf diese Weise kam es zu dem vorübergehenden Höhenflug des erst 1927 gegründeten Drittligisten Aldershot FC, in dessen Reihen Wartime Guest Players wie Tommy Lawton oder Stan Cullis spielten und – für Kriegsverhältnisse – viele Zuschauer anzogen.
Länderspiele fanden während des Zweiten Weltkrieges ebenfalls statt, auch diese galten und gelten jedoch als „inoffiziell“. Stan Mortensen, nach dem Krieg Nationalspieler für England, debütierte während dieser Zeit für Wales, weil dessen Mannschaft bei einer Begegnung mit England keinen Auswechselspieler zur Stelle hatte und Mortensen einsprang.